# 画心师
《画心师》是2017年中国古装剧，由祝绪丹、熊梓淇、鲍天琦、李俊辰主演，于2017年4月24日在搜狐视频播出。

## 播出时间

### 首播
| 频道     | 所在地   | 播映日期      | 播出时间 | 备注 |
| -------- | -------- | ------------- | -------- | ---- |
| 搜狐视频 | 中国大陆 | 2017年4月24日 |          |      |

## 劇情
画心师岑欢因遭逢变故来到苍城，被中医铺子的宁为玉和司马空空救下。三人来到陆宅，结识了大小姐陆小曼与卫道人士九思，最终五人一起踏上了化人执念、解人心忧之途。在经历了一系列展现了人世间亲情、爱情、友情的故事后，他们终于感悟出：人生在世，遵守本心才是正途，邪魔外道终究会被正义打败。岑欢与宁为玉等人的感情日渐深重，他们也慢慢发现，自己所处的世界竟然只是一个梦境，而罪魁祸首，竟然就是妖兽转世的宁为玉和司马空空二人。最终，为了让世间的人醒来，不沉沦于梦境之中，他们选择牺牲了自己，唤醒了这个世界。

## 演员列表

### 主要演员
| 演员   | 角色     | 介绍 |
| 熊梓淇 | 宁为玉   | 以食取美梦、清气为生，与造梦兽大战后元神转世，成为一名大夫，为人开朗阳光，沉心于研究医术和道术，拥有双面人格，善良单纯的外表下實則為食夢貘。 |
| 祝绪丹 | 岑欢     | 画心阁的画心师，畫心筆的傳人，外冷内热，不懂人情世故，所以显得坦率得有点可爱，同时又责任感非常强，曾經被羅睺控制，陆小曼为了救岑欢肉身被毀，魂魄寄於畫心筆中，最后，当世人皆从梦境里醒来便与宁为玉相遇于横店内的济世堂。                                   |
| 鲍天琦 | 陆小曼   | 陆府的大小姐，爱憎分明，身怀一身武艺，虽然是被全家视为掌上明珠，却没有一点公主病。与司马空空成了一对欢喜冤家，一路斩妖除魔也渐生情愫，真實身分為岑歡的小師叔，一直暗中保護寧為玉，因岑欢中了「画心牢」以「替生术」救岑欢肉身被毀，魂魄寄於岑歡的畫心筆中。 |
| 李俊辰 | 司马空空 | 表面上是利令智昏的爱财魔人，实际上重情重义。本尊是造梦兽，与食梦貘是天敌，大战后用浊气建立了这个世界，后成为了宁为玉的小跟班，喜歡陸小曼。 |

### 其他演员
| 演员   | 角色      | 介绍 |
| 孙博豪 | 九思/羅睺 | 风度翩翩的白衣少侠，武艺高超，多次救众人于水火，外表正气凛然，一直隱藏身分在寧為玉眾人身邊，為養心師罗睺的化身。                               |
| 張南   | 玉烟      | 三百年前遭罗睺算计，被罗睺設計死於顾铮之手，顾铮的妻子，現為水妖。                                                                             |
| 黃天崎 | 四喜      | 青城子的徒弟。現為木妖。 |
| 邵美琪 | 大长老    | 畫心閣的大长老。岑歡的師父。 |
| 童彤   | 二长老    | 畫心閣的二长老，曾經與罗睺勾結並囚禁大长老 |
| 白茹   | 三长老    | 畫心閣的三长老 |
| 邱浩轩 | 顾铮      | 三百年前遭罗睺算计，害死了玉烟，失去记忆成为了罗睺的傀儡，为了找回记忆，一直受罗睺驱使。                                                       |
| 方小熙 | 如琴      | 二太太，为爱执着掌管家中大小事物的贤妻。 |
| 陳潔玲 | 秀玉      | 三太太 |
| 盧星宇 | 陆振戚    | 陸家老爺 |
| 张雅涵 | 素问      | 為一名医女，容貌清丽，宁为玉师妹，与他青梅竹马，有着高超医术，从师学毒，以毒救人，遭逢命运打击，为救人容颜尽毁。执念清除后，去追寻自己的医道。 |
| 施小菊 | 胡娅子    | 虎妞奶奶 |
| 许烁   | 虎妞      | |

## 網路劇歌曲
| 曲别   | 歌名     | 演唱者       | 作詞       | 作曲   |
| 片頭曲 | 湖心     | 張曉旭       | 清瑢       | 小春   |
| 片尾曲 | 畫師     | 熊梓淇       | 劉家澤     | 鄭國鋒 |
| 插曲   | 两不相负 | 小春、袁东方 | 清瑢、小春 | 小春   |
| 插曲   | 水心     | 杨黎         | 于济彬     | 杨黎   |
| 插曲   | 念无念念 | 杨黎、张雅涵 | 于济彬     | 杨黎   |

## 外部连结
- 画心师的新浪微博